# Schaenicoscelis concolor
Schaenicoscelis concolor là một loài nhện trong họ Oxyopidae.
Loài này thuộc chi Schaenicoscelis. Schaenicoscelis concolor được Eugène Simon miêu tả năm 1898.